# 宇宙花火
宇宙花火（うちゅうはなび）は、宇宙航空研究開発機構（JAXA）などのチームが行った実験で、宇宙と大気の境界域（電離圏）での大気の動きを探るための実験で放出されたリチウムが太陽光を受け赤く光りながら球状に広がるために付けられた通称。この大気観測実験はWIND(Wind measurement for Ionized and Neutral atmospheric Dynamics study)計画と言い、2007年（平成19年）9月に行なわれた実験では、高度240km,199km,143kmの3地点でリチウムの高温蒸気が放出され、鹿児島、宮崎をはじめ、兵庫、和歌山、福井、鳥取など西日本の各地で赤く輝く雲のような「宇宙花火」が目撃された。

## 実験概要
- 実験内容

高度300kmまでの中性・電離大気観測と気象・海洋現象の多波長撮影
- 打上げ日時

2007年（平成19年）9月2日　19時20分（日本時間）
2012年（平成24年）1月12日　5時51分（日本時間）
- リチウム放出時刻

第1回　2007年9月2日　19時26分13秒
第2回　2007年9月2日　19時26分53秒
第3回　2007年9月2日　19時27分34秒
- 打上げ場所

鹿児島県肝付町　内之浦宇宙空間観測所
- 観測ロケット

S-520-23号：2007年
S-520-26号：2012年